# Liberi o no
Liberi o no è un brano musicale del cantautore italiano Raphael Gualazzi e del DJ italiano The Bloody Beetroots, presentato in gara al Festival di Sanremo 2014. Il brano fa parte dell'EP Accidentally on Purpose - Sanremo's Festival 2014.
Il brano si è piazzato al secondo posto della classifica finale della kermesse canora.

## Video musicale
Il videoclip d'accompagnamento al brano è stato diffuso il 18 febbraio 2014, subito dopo la presentazione del brano sul palco di Sanremo. Questo, realizzato all'interno di uno studio di registrazione, mostra Gualazzi e The Bloody Beetroots intenti nella scrittura e nella composizione della canzone, assieme alle coriste, in un clima d'allegria e divertimento.

## Tracce
1. Liberi o no – 3:37

## Classifiche
| Classifica (2014) | Posizione massima |
| ----------------- | ----------------- |
| Italia            | 20                |